# Sarpinskij rajon
Il Sarpinskij rajon (in russo Сарпинский район?, Lingua calmucca: Сарпан район) è un municipal'nyj rajon della Repubblica autonoma di Calmucchia, nella Russia europea. Istituito nel 1920, occupa una superficie di circa 3.738 chilometri quadrati, ha come capoluogo Sadovoe e ospita una popolazione di 13.409 abitanti.